# Campionat d'Europa d'atletisme de 1969
El Campionat d'Europa d'atletisme de 1969 fou la novena edició del Campionat d'Europa d'atletisme organitzat sota la supervisió de l'Associació Europea d'Atletisme. La competició es dugué a terme entre els dies 16 i 21 de setembre de 1969 a l'Estadi Geórgios Karaiskakis d'Atenes (Grècia).

## Nacions participants
Hi participaren un total de 647 atletes de 30 nacions diferents:
| - Alemanya Occidental (16) - Alemanya Oriental (60) - Àustria (9) - Bèlgica (18) - Bulgària (19) - Dinamarca (8) - Espanya (6) - Finlàndia (24) - França (57) - Gibraltar (1) | - Grècia (24) - Hongria (32) - Islàndia (3) - Irlanda (4) - Itàlia (36) - Iugoslàvia (18) - Liechtenstein (1) - Luxemburg (4) - Noruega (18) - Països Baixos (9) | - Polònia (51) - Portugal (4) - Regne Unit (71) - Malta (1) - Romania (17) - Suècia (29) - Suïssa (19) - Turquia (10) - Txecoslovàquia (27) - Unió Soviètica (79) |

## Medallistes

### Categoria masculina
| Prova                   | Or                                                                               | Or        | Plata                                                                                 | Plata     | Bronze                                                                        | Bronze    |
| 100 metres              | Valeri Borzov (URS)                                                              | 10.4      | Alain Sarteur (FRA)                                                                   | 10.4      | Philippe Clerc (SUI)                                                          | 10.5      |
| 200 metres              | Philippe Clerc (SUI)                                                             | 20.6      | Herman Burde (RDA)                                                                    | 20.9      | Zenon Nowosz (POL)                                                            | 20.9      |
| 400 metres              | Jan Werner (POL)                                                                 | 45.7      | Jean-Claude Nallet (FRA)                                                              | 45.8      | Stanisław Grędziński (POL)                                                    | 45.8      |
| 800 metres              | Dieter Fromm (RDA)                                                               | 1:45.9    | Jozef Plachý (CZE)                                                                    | 1:46.2    | Manfred Matuschewski (RDA)                                                    | 1:46.8    |
| 1500 metres             | John Whetton (GBR)                                                               | 3:39.4    | Frank Murphy (IRL)                                                                    | 3:39.5    | Henryk Szordykowski (POL)                                                     | 3:39.8    |
| 5000 metres             | Ian Stewart (GBR)                                                                | 13:44.8   | Rashid Sharafetdinov (URS)                                                            | 13:45.8   | Allan Blinston (GBR)                                                          | 13:47.6   |
| 10.000 metres           | Jürgen Haase (RDA)                                                               | 28:41.6   | Michael Tagg (GBR)                                                                    | 28:43.2   | Nikolay Sviridov (URS)                                                        | 28:45.8   |
| 110 m. tanques          | Eddy Ottoz (ITA)                                                                 | 13.5      | David Hemery (GBR)                                                                    | 13.7      | Alan Pascoe (GBR)                                                             | 13.9      |
| 400 m. tanques          | Vyacheslav Skomorokhov (URS)                                                     | 49.7      | John Sherwood (GBR)                                                                   | 50.1      | Andrew Todd (GBR)                                                             | 50.3      |
| 3000 m. obstacles       | Mikhail Zhelev (BUL)                                                             | 8:25.0    | Aleksandr Morozov (URS)                                                               | 8:25.6    | Vladimir Dudin (URS)                                                          | 8:26.6    |
| relleus 4x100 m. llisos | FrançaAlain Sarteur · Patrick Bourbeillon · Gérard Fenouil · François St.-Gilles | 38.8      | Unió SovièticaAleksandr Lebedev · Vladislav Sapeya · Nikolay Ivanov · Valeri Borzov   | 39.3      | TxecoslovàquiaLadislav Kříž · Dionys Szogedi · Jiří Kynos · Luděk Bohman      | 39.5      |
| relleus 4x400 m. llisos | FrançaGilles Bertould · Christian Nicolau · Jacques Carette · Jean-Claude Nallet | 3:02.3    | Unió SovièticaYevgeniy Borisenko · Boris Savchuk · Yuriy Zorin · Aleksandr Bratchikov | 3:03.0    | RFAHorst-Rüdiger Schlöske · Ingo Röper · Gerhard Hennige · Martin Jellinghaus | 3:03.1    |
| Marató                  | Ron Hill (GBR)                                                                   | 2:16:47.8 | Gaston Roelants (BEL)                                                                 | 2:17:22.2 | Jim Alder (GBR)                                                               | 2:19:05.8 |
| 20 km. marxa            | Paul Nihill (GBR)                                                                | 1:30:48.0 | Leonida Karaiosifoglu (ROU)                                                           | 1:31:06.4 | Nikolay Smaga (URS)                                                           | 1:31:20.2 |
| 50 km. marxa            | Christoph Hohne (RDA)                                                            | 4:12:32.8 | Peter Selzer (RDA)                                                                    | 4:16:09.6 | Veniamin Soldatenko (URS)                                                     | 4:23:04.8 |
| Salt d'alçada           | Valentin Gavrilov (URS)                                                          | 2.17 m    | Reijo Vähälä (FIN)                                                                    | 2.17 m    | Erminio Azzaro (ITA)                                                          | 2.17 m    |
| Salt amb perxa          | Wolfgang Nordwig (RDA)                                                           | 5.30 m    | Kjell Isaksson (SWE)                                                                  | 5.20 m    | Aldo Righi (ITA)                                                              | 5.10 m    |
| Salt de llargada        | Íhor Ter-Ovanessian (URS)                                                        | 8.17 m    | Lynn Davies (GBR)                                                                     | 8.07 m    | Tõnu Lepik (URS)                                                              | 8.04 m    |
| Triple salt             | Víktor Sanéiev (URS)                                                             | 17.34 m   | Zoltan Cziffra (HUN)                                                                  | 16.85 m   | Klaus Neumann (RDA)                                                           | 16.68 m   |
| Llançament de pes       | Dieter Hoffmann (RDA)                                                            | 20.12 m   | Heinz-Joachim Rothenburg (RDA)                                                        | 20.05 m   | Hans-Peter Gies (RDA)                                                         | 19.78 m   |
| Llançament de disc      | Hartmut Losch (RDA)                                                              | 61.82 m   | Ricky Bruch (SWE)                                                                     | 61.08 m   | Lothar Milde (RDA)                                                            | 59.34 m   |
| Llançament de javelina  | Jānis Lūsis (URS)                                                                | 91.52 m   | Pauli Nevala (FIN)                                                                    | 89.58 m   | Janusz Sidło (POL)                                                            | 82.90 m   |
| Llançament de martell   | Anatoliy Bondarchuk (URS)                                                        | 74.68 m   | Romuald Klim (URS)                                                                    | 72.74 m   | Reinhard Theimer (RDA)                                                        | 72.02 m   |
| Decatló                 | Joachim Kirst (RDA)                                                              | 8041 pts  | Herbert Wessel (RDA)                                                                  | 7828 pts  | Viktor Chelnikov (URS)                                                        | 7801 pts  |

### Categoria femenina
| Prova                  | Or                                                                     | Or       | Plata                                                                  | Plata    | Bronze                                                               | Bronze   |
| 100 m                  | Petra Vogt (RDA)                                                       | 11.6     | Wilma van den Berg (NED)                                               | 11.7     | Anita Neil (GBR)                                                     | 11.8     |
| 200 m                  | Petra Vogt (RDA)                                                       | 23.2     | Renate Meissner (RDA)                                                  | 23.3     | Valerie Peat (GBR)                                                   | 23.3     |
| 400 m                  | Nicole Duclos (FRA)                                                    | 51.73    | Colette Besson (FRA)                                                   | 51.75    | Maria Sykora (AUT)                                                   | 53.0     |
| 800 m                  | Lillian Board (GBR)                                                    | 2:01.4   | Anneliese Damm Olesen (DEN)                                            | 2:02.6   | Vera Nikolić (YUG)                                                   | 2:02.6   |
| 1500 m                 | Jaroslava Jehličková (CZE)                                             | 4:10.7   | Maria Gommers (NED)                                                    | 4:11.9   | Paola Pigni (ITA)                                                    | 4:12.2   |
| 100 m. tanques         | Karin Balzer (RDA)                                                     | 13.29    | Bärbel Podeswa (RDA)                                                   | 13.68    | Teresa Nowak (POL)                                                   | 13.77    |
| relleus 4×100 m llisos | RDARegina Hofer · Renate Meissner · Bärbel Podeswa · Petra Vogt        | 43.63    | RFABärbel Hohnle · Jutta Stock · Rita Jahn-Wilden · Ingrid Becker      | 44.09    | Regne UnitAnita Neil · Denise Ramsden · Sheila Cooper · Valerie Peat | 44.39    |
| relleus 4×400 m llisos | Regne UnitRosemary Stirling · Pat Lowe · Janet Simpson · Lillian Board | 3:30.8   | FrançaBernadette Martin · Nicole Duclos · Eliane Jacq · Colette Besson | 3:30.8   | RFAChrista Czekay · Antje Gleichfeld · Inge Eckhoff · Christel Frese | 3:32.7   |
| Salt de llargada       | Miloslava Rezková (CZE)                                                | 1.83 m   | Antonina Lazareva (URS)                                                | 1.83 m   | Mária Mračnová (CZE)                                                 | 1.83 m   |
| Salt d'alçada          | Mirosława Sarna (POL)                                                  | 6.49 m   | Viorica Viscopoleanu (ROU)                                             | 6.45 m   | Berit Berthelsen (NOR)                                               | 6.44 m   |
| Llançament de pes      | Nadezhda Chizhova (URS)                                                | 20.43 m  | Margitta Gummel (RDA)                                                  | 19.58 m  | Marita Lange (RDA)                                                   | 19.56 m  |
| Llançament de disc     | Tamara Danilova (URS)                                                  | 59.28 m  | Lyudmilla Muravyova (URS)                                              | 59.24 m  | Karin Illgen (RDA)                                                   | 58.66 m  |
| Llançament de javelina | Angéla Németh (HUN)                                                    | 59.76 m  | Marta Vidos Paulanyi (HUN)                                             | 58.80 m  | Valentina Evert (URS)                                                | 56.56 m  |
| Pentatló               | Liese Prokop (AUT)                                                     | 5030 pts | Meta Antenen (SUI)                                                     | 4793 pts | Maria Chisiakova (URS)                                               | 4773 pts |

## Medaller
| Posició | País           | Or | Plata | Bronze | Total |
| 1       | East Germany   | 11 | 7     | 7      | 25    |
| 2       | Soviet Union   | 9  | 7     | 7      | 23    |
| 3       | Great Britain  | 6  | 4     | 7      | 17    |
| 4       | France         | 3  | 4     | 0      | 7     |
| 5       | Czechoslovakia | 2  | 1     | 2      | 5     |
| 6       | Poland         | 2  | 0     | 6      | 8     |
| 7       | Hungary        | 1  | 2     | 0      | 3     |
| 8       | Switzerland    | 1  | 1     | 1      | 3     |
| 9       | Italy          | 1  | 0     | 3      | 4     |
| 10      | Austria        | 1  | 0     | 1      | 2     |
| 11      | Bulgaria       | 1  | 0     | 0      | 1     |
| 12=     | Finland        | 0  | 2     | 0      | 2     |
| 12=     | Netherlands    | 0  | 2     | 0      | 2     |
| 12=     | Romania        | 0  | 2     | 0      | 2     |
| 12=     | Sweden         | 0  | 2     | 0      | 2     |
| 16      | West Germany   | 0  | 1     | 2      | 3     |
| 17=     | Ireland        | 0  | 1     | 0      | 1     |
| 17=     | Belgium        | 0  | 1     | 0      | 1     |
| 17=     | Denmark        | 0  | 1     | 0      | 1     |
| 20=     | Iugoslàvia     | 0  | 0     | 1      | 1     |
| 20=     | Norway         | 0  | 0     | 1      | 1     |